# Zephyrhills
Zephyrhills är en stad (city) i Pasco County, i delstaten Florida, USA. Enligt United States Census Bureau har staden en folkmängd på 13 337 invånare (2011) och en landarea på 23 km².